# Лук'яновський (Зіанчуринський район)
Лук'я́новський (рос. Лукьяновский, башк. Лукьяновка) — присілок у складі Зіанчуринського району Башкортостану, Росія. Входить до складу Утягуловської сільської ради.
Населення — 50 осіб (2010; 54 в 2002).
Національний склад:
- чуваші — 74%